# Titan Quest
Titan Quest är ett actionrollspel i stil med Diablo-spelen som utspelar sig i en mytologisk värld fylld av monster. Spelet släpptes 26 juni 2006 i USA och 30 juni samma år i Sverige.

## Handling
Handlingen utspelar sig i antikens Grekland där de mäktiga titanerna har brutit sig ut ur sitt fängelse och släpper nu lös horder av monster som du som hjälte ska slå ihjäl.
Handlingen leder dig sakta men säkert mot ditt slutgiltiga mål, att besegra titanerna en gång för alla.

## Gameplay
En sak som skiljer detta spel från många andra är loot-systemet. Istället för att ett föremål slumpas fram efter man dödat ett monster, så tappar monstret det som det hade på sig. Spelet går ut på att man skall klara s.k. huvuduppdrag, men samtidigt finns det mindre sidouppdrag att klara på vägen.

## Expansioner
- 2007 – Titan Quest: Immortal Throne
- 2017 – Titan Quest: Ragnarök
- 2019 – Titan Quest: Atlantis
- 2021 – Titan Quest: Eternal Embers